# Système à commutation
Les systèmes à commutation (parfois appelés systèmes switchés, par anglicisme) représentent une classe de systèmes dynamiques hybrides. Un système à commutation est composé d'une famille de sous-systèmes (de type équation différentielle ou équation récurrente) et d'une loi logique qui indique quel sous-système est actif à chaque instant.
Formellement, un système à commutation est défini par:
où
- {\displaystyle \sigma :\mathbb {R} ^{+}\rightarrow {\mathcal {I}}=\left\{1,2,\ldots ,N\right\}} représente une fonction constante par morceaux, nommée signal de commutation

- {\displaystyle x(t)\in \mathbb {R} ^{n}} représente l'état du système

- {\displaystyle u(t)\in \mathbb {R} ^{m}} la commande, et {\displaystyle f_{i}(\cdot ,\cdot ,\cdot ),\ \forall i\in {\mathcal {I}}} sont des champs de vecteurs décrivant les différents régimes de fonctionnement du système.

La fonction de commutation {\displaystyle \sigma (t)\in {\mathcal {I}}}, où {\displaystyle {\mathcal {I}}} est un ensemble d'indices, spécifie le sous-système actif. Le choix du sous-système actif peut être lié à un critère temporel, à des régions ou surfaces déterminées dans l'espace d'état, ou à un paramètre extérieur. On peut identifier un aspect contrôlé (quand la fonction de commutation représente une commande introduite dans le but d'obtenir un comportement désiré) et, par opposition, un aspect autonome.
Si les champs de vecteurs des sous-systèmes prennent la forme
on obtient un système à commutation linéaire

## Étude de stabilité
Motivation:
- des systèmes asymptotiquement stables déterminent, par une séquence de commutation, une trajectoire instable;

- des systèmes instables peuvent être stabilisés par des commutations.

Classification des problèmes de stabilité:
- Problème A : Trouver des conditions de stabilité telles que le système est asymptotiquement stable quelle que soit la fonction de commutation.

- Problème B :  Identifier les classes de lois de commutation pour lesquelles le système à commutation est asymptotiquement stable.

- Problème C : Construire un signal de commutation qui rend le système asymptotiquement stable.

## Critères de stabilité
Un système à commutation linéaire autonome de la forme
avec
peut être étudiée en remarquant que sa dynamique est contenue dans l'inclusion différentielle linéaire décrite par
avec
Molchanov et Pyatnitskiy expriment alors ce problème de stabilité en termes de fonction de Lyapunov quasi-quadratique. L'origine {\displaystyle x=0} de l'inclusion différentielle linéaire est asymptotiquement stable si et seulement s'il existe une fonction de Liapounov {\displaystyle V} strictement convexe, homogène (du second ordre) et quasi-quadratique :
dont la dérivée satisfait l'inégalité de Lyapunov :
Ceci implique que la stabilité des systèmes à commutation est liée à l'existence d'une fonction de Lyapunov commune pour l'ensemble de ses sous-systèmes. La recherche numérique ou analytique d'une telle fonction n'est cependant pas aisée.
En pratique, l'étude d'une telle inclusion différentielle s'effectue à l'aide de conditions suffisantes (mais non nécessaires) de stabilité, en utilisant une fonction de Lyapunov quadratique de la forme :
avec une matrice {\displaystyle P} réelle symétrique et définie positive constante. L'existence d'une telle fonction satisfaisant l'inégalité de Lyapunov décrite plus haut peut alors être exprimé en termes d'inégalités matricielles linéaires
Un tel {\displaystyle P} peut être trouvé par des algorithmes d'optimisation convexe.